# Callidula miokensis
Callidula miokensis es una polilla de la familia Callidulidae. Se encuentra en el archipiélago Bismarck de Papúa Nueva Guinea.